# 1206

## Esdeveniments
- Genguis Kan unifica les lleis de l'Imperi Mongol.[1]